# پی‌تی‌سی‌ال
پی‌تی‌سی‌ال ({{lang-ur|مشارکتِ پاکستان برائے بعیدالمواصلات) شرکت مخابرات پاکستانی است، که در سال ۱۹۴۷ تأسیس شد.